# Sławomir Stróżak
Sławomir Gabriel Stróżak (ur. 26 listopada 1970 w Jaworznie, zm. 8 maja 2004 w Bagdadzie) – polski żołnierz, porucznik Wojska Polskiego, dowódca kompanii szturmowej w 18 batalionie desantowo-szturmowym im. kpt. Ignacego Gazurka, poległ podczas wykonywania zadania bojowego w czasie II zmiany Polskiego Kontyngentu Wojskowego w Iraku, pośmiertnie awansowany na stopień kapitana.

## Życiorys
Sławomir Stróżak, syn Józefa i Agaty, urodził się 26 listopada 1970 w Jaworznie w województwie katowickim (obecnie woj. śląskie).

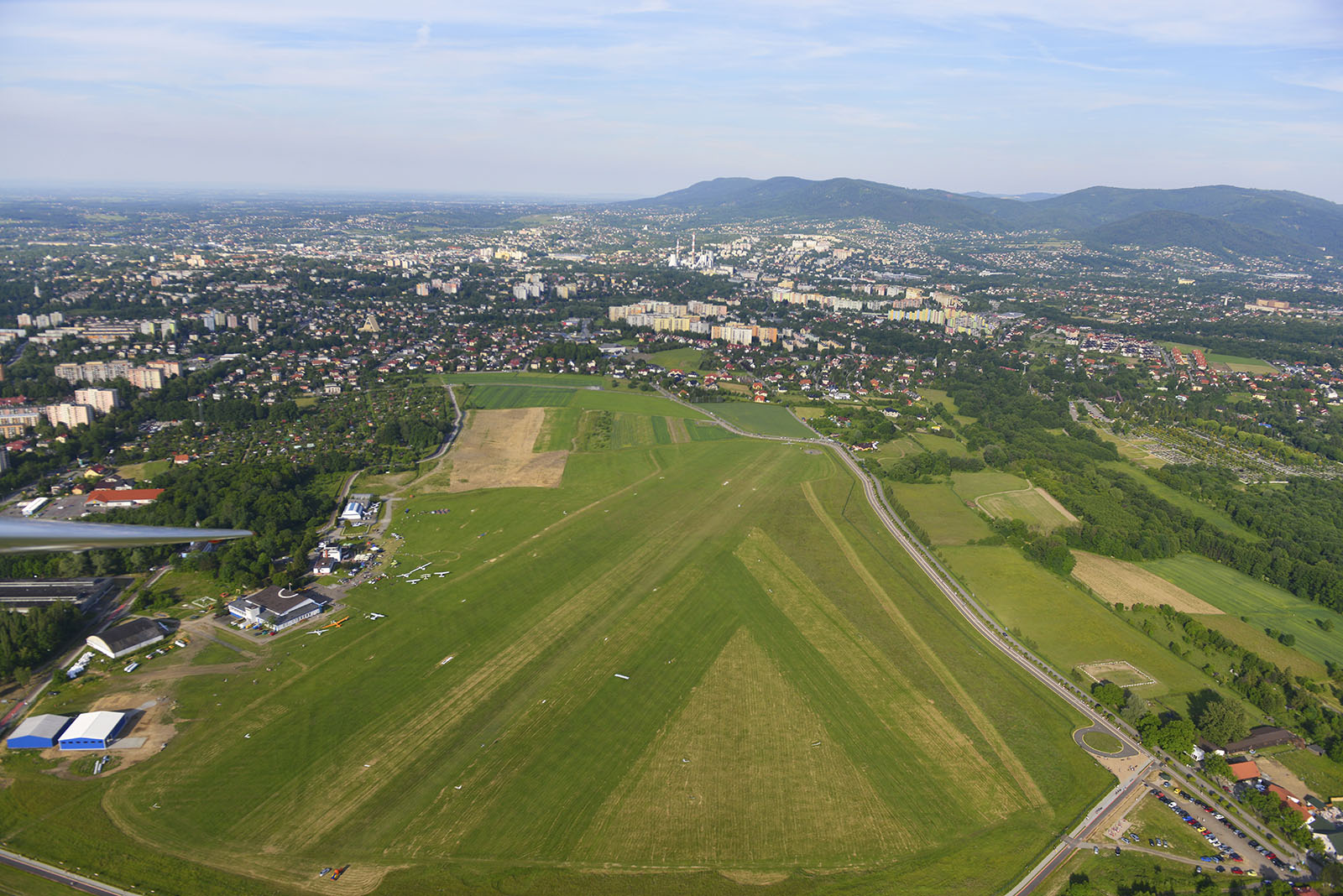
Aeroklub Bielsko-Bialski, lotnisko

### Wykształcenie
W 1985, po ukończeniu szkoły podstawowej, rozpoczął naukę w Zasadniczej Szkole Zawodowej, a następnie kontynuował naukę w 3-letnim technikum o profilu techniczno-energetycznym w Jaworznie. Wiosną 1987 wstąpił do aeroklubu bielskiego, gdzie oddał swoje pierwsze skoki ze spadochronem. 24 września 1991 rozpoczął studia w Wyższej Szkole Oficerskiej im. Tadeusza Kościuszki we Wrocławiu. W trakcie studiów wstąpił do Naukowego Koła Podchorążych oraz zdał egzamin końcowy i otrzymał tytuł instruktora spadochronowego III klasy.  W 1998 ukończył kurs języka angielskiego I stopnia. W 2002 ukończył kurs języka angielskiego II, a następnie III stopnia.

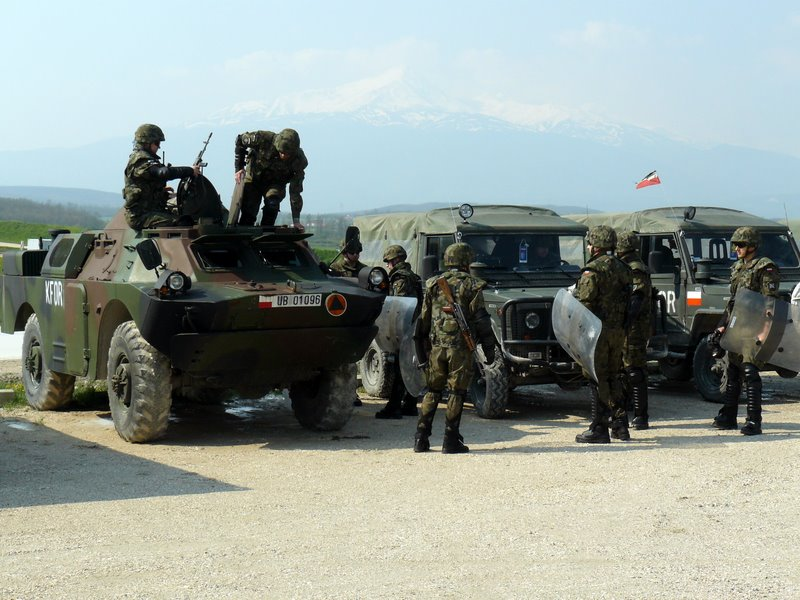
Polscy żołnierze KFOR w Kosowie

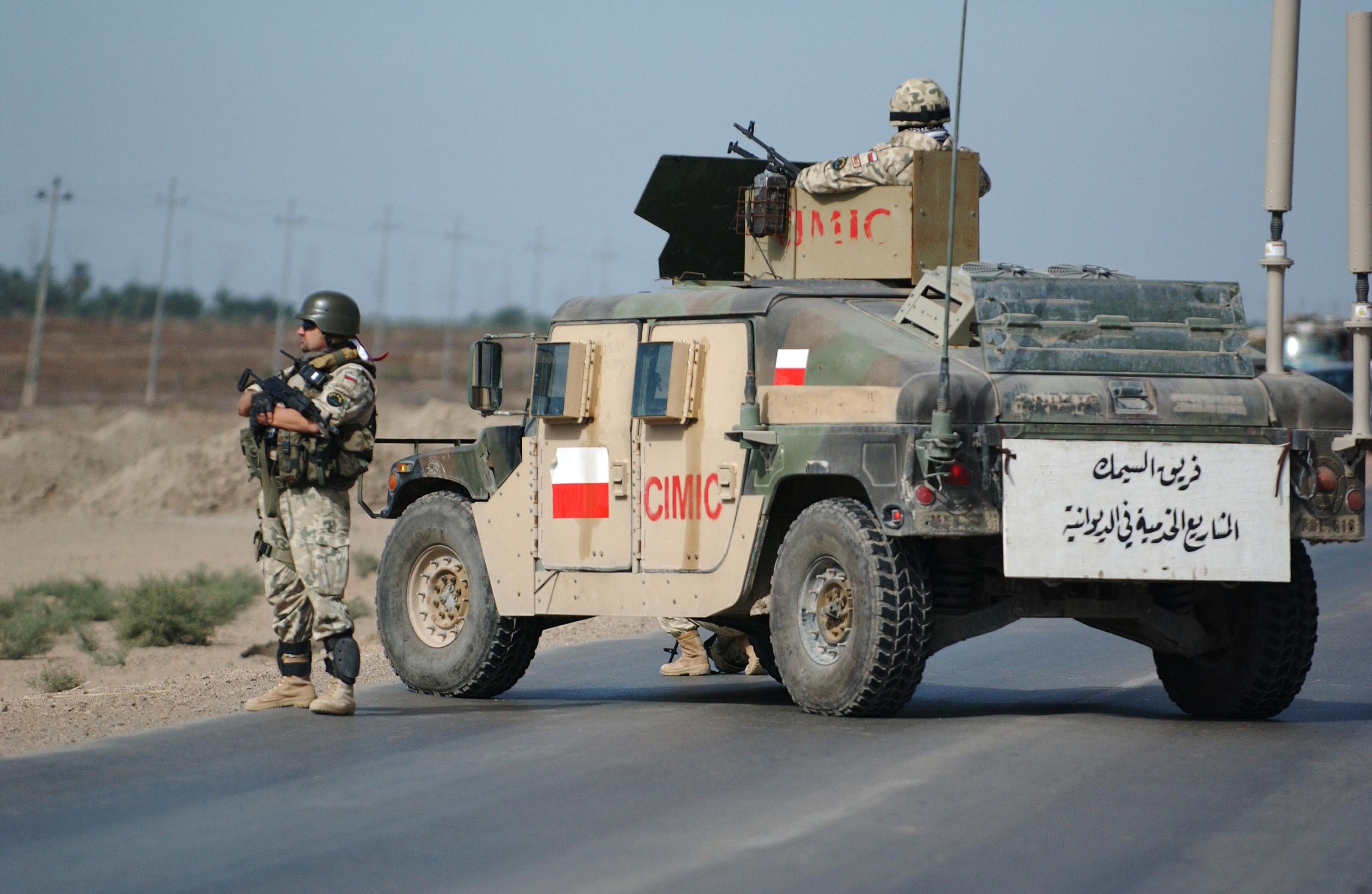
Polski patrol CIMIC w Iraku

### Służba wojskowa
12 czerwca 1995 został mianowany do stopnia podporucznika. W tym samym roku został skierowany do Bielska-Białej, gdzie objął stanowisko dowódcy plutonu szturmowego w 18 batalionie desantowo-szturmowym im. kpt. Ignacego Gazurka. W trakcie służby uczestniczył w wielu ćwiczeniach przeprowadzanych na terenie Polski, jak i za granicą, między innymi „Kozacki Step – 97” na Ukrainie. 21 lipca 1998 decyzją Ministra Obrony Narodowej otrzymał awans na stopień porucznika.
Od 25 czerwca 1999 do 21 lipca 2000 pełnił służbę w Polskim Kontyngencie Wojskowym KFOR w Kosowie (PJW KFOR – POLBAT), stacjonując w obozie Orzeł Biały (Camp White Eagle), około 10 km na północ od miejscowości Kačanik. Podczas tej misji wykonywał obowiązki na stanowisku dowódcy 3 plutonu szturmowego 1 kompanii szturmowej. 
W styczniu 2004 decyzją Ministra Obrony Narodowej został skierowany do wykonywania zadań w składzie Polskiego Kontyngentu w Iraku. Rozkazem dowódcy 2 Korpusu Zmechanizowanego objął funkcję dowódcy kompanii rozpoznawczej, będąc na czas misji w stopniu kapitana w strukturze 1 Batalionowej Grupy Bojowej stacjonującej w Al-Hilla z 1 Brygady Grupy Bojowej Wielonarodowej Dywizji Centrum-Południe (MND CS) w Iraku.
8 maja 2004 podczas realizacji zadań wynikających z obowiązku dowódcy konwoju, w trakcie powrotu do obozu Charlie (Camp Charlie) w muhafazie Al-Hilla (prowincja Babilon), w momencie prowadzonego rozpoznania drogi w miejscowości Al-Imam, zdalnie odpalona mina-pułapka na poboczu bardzo poważnie go zraniła (ok. godz. 13:00). Przetransportowano go do szpitala polowego w Babilonie, a następnie do amerykańskiego szpitala w Bagdadzie, gdzie ok. godziny 17:00 czasu warszawskiego na skutek odniesionych ran zmarł.
8 maja 2024 przypadła 20 rocznica jego tragicznej śmierci.

### Inna działalność
Był instruktorem spadochronowym II klasy, wykonał 300 skoków ze spadochronem. Był także członkiem „Aeroklubu Bielsko-Biała”, płetwonurkiem w bazie nurkowej w Jaworznie - „Koparek” oraz ratownikiem WOPR. 

### Pogrzeb
11 maja 2004 w Krakowie na lotnisku Balice wylądował samolot CASA C-295, który przywiózł do kraju jego zwłoki. W ceremonii pogrzebowej uczestniczyli: wojskowa asysta honorowa z 6 Brygady Desantowo-Szturmowej, rodzina, sekretarz stanu – I zastępca ministra obrony narodowej Janusz Zemke, dowódca Wojsk Lądowych gen. broni Edward Pietrzyk i dowódca 2 Korpusu Zmechanizowanego gen. dyw. Mieczysław Stachowiak. Modlitwę za zmarłego odmówił dziekan 2 KZ, ks. płk Henryk Polak.

13 maja 2004 w Bielsku-Białej odbyły się uroczystości pogrzebowe kapitana na cmentarzu parafialnym w Wapienicy, dzielnicy Bielska-Białej. W bielskim kościele garnizonowym pw. Świętej Trójcy biskup polowy Wojska Polskiego gen. Sławoj Leszek Głódź celebrował mszę świętą. W homilii, wspominając kapitana, podkreślał jego ofiarność i bohaterstwo. W tym kościele brał ślub. W pogrzebie uczestniczyła rodzina zmarłego, żołnierze, w tym szef Sztabu Generalnego WP generał Czesław Piątas, minister obrony narodowej Jerzy Szmajdziński, wojewoda śląski Lechosław Jarzębski, mieszkańcy Bielska-Białej. Jerzy Szmajdziński, minister obrony narodowej, podczas uroczystości pogrzebowej w Bielsku-Białej między innymi powiedział: 

(...) Wszyscy żegnają dziś bohatera, którego czyn wpisał się w historię tradycji oręża polskiego. Był nie tylko człowiekiem honoru. Uczynił coś więcej. Nie ma przecież większej ofiary niż ta, gdy ktoś oddaje swoje życie za innych. Taki jest sens żołnierskiego i do głębi ludzkiego poświęcenia, jakim zapisał się w historii kapitan Sławomir Stróżak, który wypełniał „misję wielkiej wagi, dając świadectwo naszej polskiej współodpowiedzialności za wolność waszą i naszą”. Był znakomitym żołnierzem i godnym obywatelem Bielska-Białej, dobrym mężem i ojcem. Jego imię będzie nosić jeden z pododdziałów 18 batalionu desantowo-szturmowego (...).

Pochowany został na Cmentarzu Komunalnym Parafii św. Franciszka z Asyżu, Bielsko-Biała-Wapienica. Miał 33 lata. Pozostawił żonę Monikę oraz troje dzieci – synów Szymona (14 lat), Dragomira (8 lat) i 3-letnią córkę Polę. 

## Awanse
- podporucznik – 1995[3]
- porucznik – 1998[4]

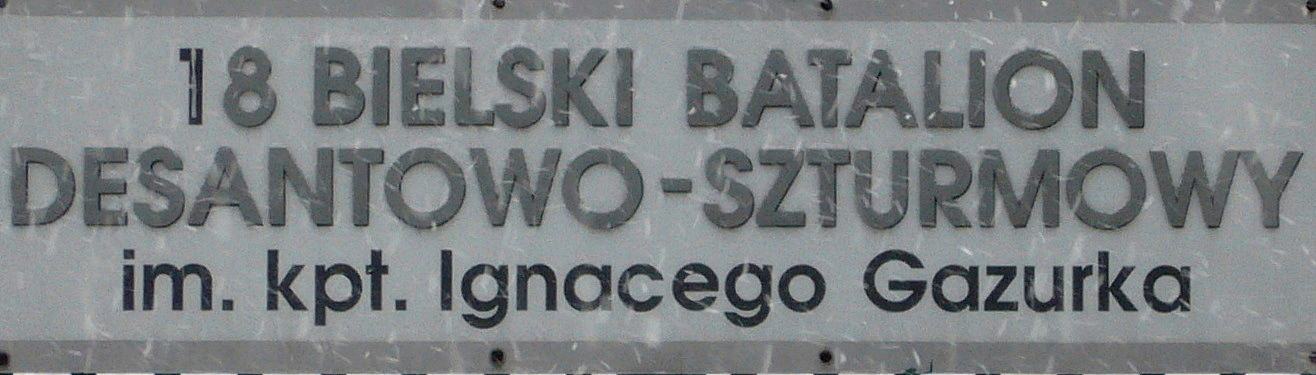
W 1995 został dowódcą plutonu szturmowego w 18bdsz

- kapitan – 2004 (pośmiertnie)[k]

## Ordery, odznaczenia i wyróżnienia
- Krzyż Kawalerski Orderu Odrodzenia Polski – 8 maja 2004 (pośmiertnie)[31]
- Brązowy Medal „Za zasługi dla obronności kraju” – 1997[3]
- Medal NATO „W Obronie Wolności i Pokoju” za służbę w Kosowie KFOR – 2000[3]
- Odznaka Skoczka Spadochronowego Wojsk Powietrznodesantowych – 1993
- Wojskowa Odznaka Sprawności Fizycznej I stopnia – 1995
- wyróżniony przez Ministra Obrony Narodowej białą bronią – 2004 (pośmiertnie)[32]
- uhonorowany wpisem do Księgi Honorowej Wojska Polskiego – 2004 (pośmiertnie)[33]
- uhonorowany odznaką mistrzowską instruktora spadochronowego – 2004 (pośmiertnie)[l]

i inne

## Upamiętnienie
Pośmiertnie został awansowany do stopnia kapitana, wyróżniony wpisem do księgi honorowej Ministra Obrony Narodowej oraz wyróżniony przez MON białą bronią. Decyzją nr 230/MON/PSSS Ministra Obrony Narodowej z dnia 12 sierpnia 2004 r. nadano 2 kompanii szturmowej 18 bielskiego batalionu desantowo-szturmowego z 6 Brygady Desantowo-Szturmowej imię kpt. Sławomira Gabriela Stróżaka. Jego imieniem jest także baza nurkowa z Jaworzna - „Koparek”.
Jako dowódca kompanii wyznawał zasadę: 

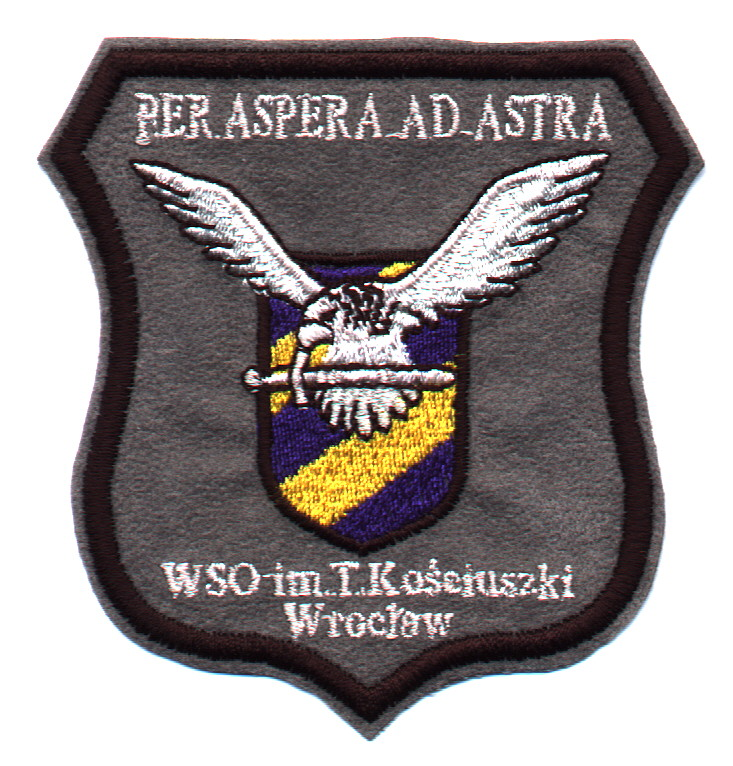
WSO im.T. Kościuszki

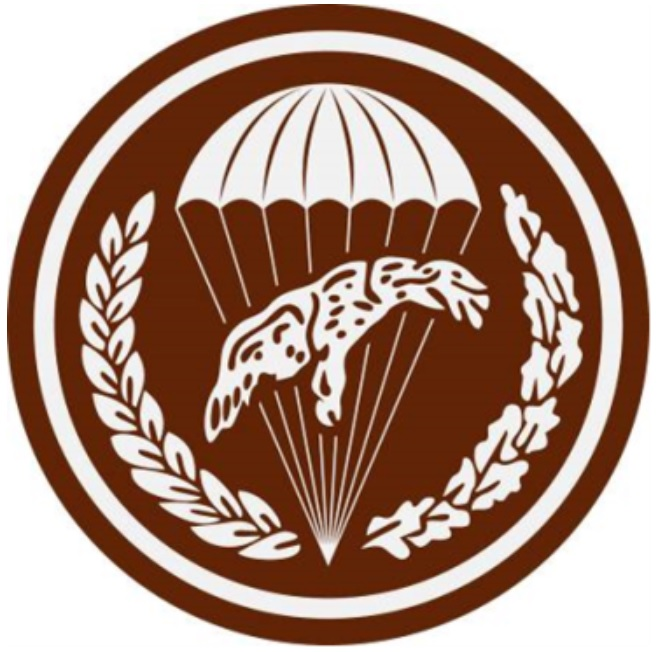
Oznaka rozpoznawcza

„Problem mojego podwładnego, jest moim problemem. Porażka podwładnego jest moją porażką”
 2 kompania szturmowa 18 batalionu desantowo-szturmowego w rocznicę jego śmierci wystawia asystę honorową przy jego grobie na cmentarzu w Wapienicy, odprawiana jest uroczysta msza święta w intencji poległego kapitana. Oficer prasowy 18 batalionu powietrznodesantowego im. kpt. Ignacego Gazurka por. Damian Główka powiedział: 
W batalionie zapamiętano kpt. Stróżaka jako doskonałego dowódcę i wspaniałego kolegę. 2 kompania szturmowa przyjęła jego imię. Była to decyzja bez precedensu. Żołnierze zyskali patrona, którym został ich kolega. Ten fakt pomaga nam kultywować pamięć o śp. kpt. Stróżaku. W pomieszczeniach kompanii znajduje się poświęcona mu gablota, a na ścianach wiszą zdjęcia z różnych okresów jego służby. Dzięki temu jest wśród nas. Pamiętamy o wszystkich rocznicach związanych z tragicznie zmarłym oficerem. Jest bohaterem, zasłużył, aby pamięć o nim się nie zatarła.
W 2006 bielszczanin fotograf Jerzy Nieroda upamiętnił kapitana Stróżaka wystawą fotograficzną w Bielsku-Białej o tytule: „Kapitan Sławomir Stróżak w obiektywie” (fotografia).
W maju 2018 Dowództwo Generalne Rodzajów Sił Zbrojnych zorganizowało „Rajd Pamięci 22 Poległych w Iraku”, gdzie dwóch weteranów żołnierzy upamiętniło długim rajdem rowerowym poległych żołnierzy w Iraku, w tym kapitana Sławomira Stróżaka.
29 lipca 2022 Centrum Weterana Działań Poza Granicami Państwa, we współpracy z innymi służbami, w tym ze spadochroniarzami 6 Brygady Powietrznodesantowej im. gen. bryg. Stanisława Franciszka Sosabowskiego zorganizowało „Przejazd Pamięci” na cmentarze w ramach „3 Rajdu Motocyklowego Weteranów”, upamiętniając w odwiedzeniu miejsc pochówku poległych żołnierzy. Żołnierze zapalili znicze, oddali honory przy grobie kapitana na cmentarzu w Wapienicy oraz spotkali się z rodzinami.